# 1942 год в боксе
1942 год в боксе.

## Родились
- 17 января: Мохаммед Али

## Профессиональный бокс

### Начали карьеру
- 3 сентября: Эдвард-Альберт Говьер, также известный как Терри Ален — британский английский боксёр-профессионал, выступавший в наилегчайшей (Flyweight) весовой категории. Чемпион мира по версии ВБА (WBA).

### Чемпионские бои

#### Лёгкий вес
- чемпионские полномочия с себя добровольно сложил амариканский боксёр Сэмми Анготт.

#### Первый лёгкий
Проведение чемпионских боёв в этой весовой категории было приостановлено в 1932 году и возобновлено в 1962 году.

#### Легчайший вес
- 7 августа: Чемпионом мира стал американец Мануэль Ортис.